# Friedrich II xứ Hessen-Kassel
Friedrich II (tiếng Đức: Landgraf Friedrich II von Hessen-Kassel; 14 tháng 8 năm 1720 – 31 tháng 10 năm 1785) là Phong địa Bá tước xứ Hessen-Kassel (hay Hessen-Cassel) từ năm 1760 đến khi qua đời vào năm 1785. Ông cai trị dưới hình thức chuyên chế khai sáng và kiếm tiền bằng cách cho thuê binh lính (được gọi là lính "Hessia") chiến đấu cạnh Vương quốc Anh để chống lại Chiến tranh Cách mạng Mỹ. Ông kết hợp các ý tưởng Khai sáng với các giá trị Cơ đốc giáo, thực hiện các kế hoạch của Kameralismus để kiểm soát trung tâm nền kinh tế và cách tiếp cận quân sự đối với ngoại giao quốc tế.
Vợ đầu của ông chính là Vương nữ Mary của Đại Anh, là con gái thứ 4 của Vua George II và Caroline xứ Ansbach và họ có với nhau 4 người con, trong đó có người thừa kế là Bá tước Wilhelm xứ Hanau, trở thành Tuyển hầu xứ Hessen đầu tiên. Ông đã ly hôn vợ đầu của mình sau khi chuyển sang Công giáo La Mã.